# 베체공항

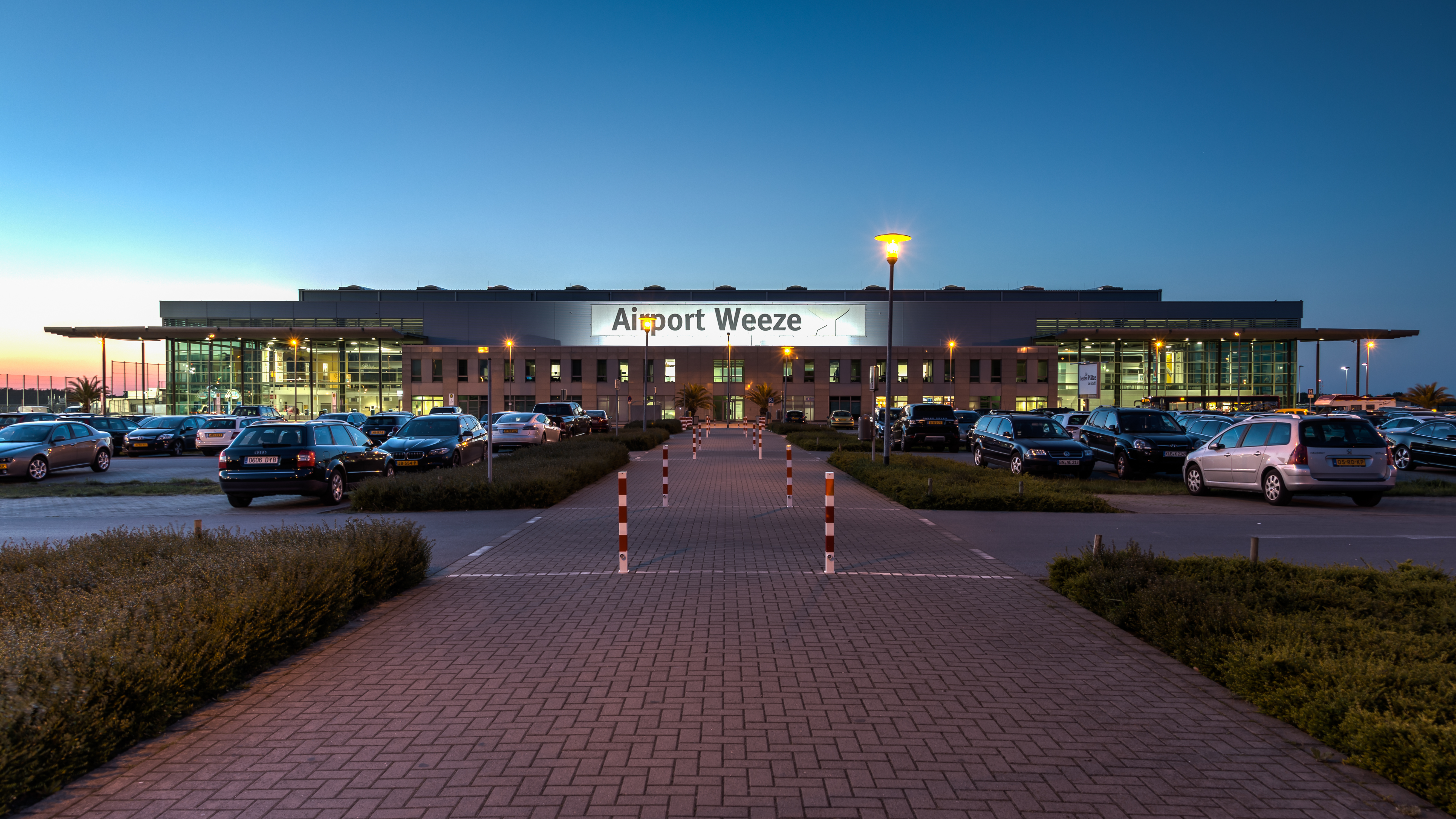

베체공항(Weeze Airport, IATA: NRN, ICAO: EDLV)은 독일 라인 하부 지역의 국제공항이다. 라이언에어가 사용한다. 베체에서 남서쪽으로 3.7킬로미터, 케벨라어에서 북서쪽으로 7킬로미터, 네덜란드시 네이메헌에서 남동쪽으로 약 33킬로미터, 독일 뒤스부르크시에서 북서쪽으로 48킬로미터 지점에 위치해 있다. 2008년부터 2013년까지 이 공항은 독일에서 가장 빠르게 성장하는 공항들 가운데 하나였다.

## 통계
| 2008        | 1,523,990 |
| 2009        | 2,402,083 |
| 2010        | 2,896,730 |
| 2011        | 2,421,108 |
| 2012        | 2,208,429 |
| 2013        | 2,487,843 |
| 2014        | 1,807,543 |
| 2015        | 1,909,704 |
| 2016        | 1,854,108 |
| 2017        | 1,885,811 |
| 2018        | 1,700,711 |
| 2019        | 1,231,100 |
| 2020        | 299,711   |
| Source: ADV |           |

## 같이 보기
- 독일의 대중교통